# Amirhossein Hosseinzadeh
Amirhossein Hosseinzadeh (in persiano امیرحسین حسین‌زاده‎; Teheran, 30 ottobre 2000) è un calciatore iraniano, centrocampista del Tractor e della nazionale iraniana.

## Carriera

### Club
Cresciuto nel settore giovanile del Saipa, esordisce in prima squadra l'8 aprile 2019, disputando l'incontro di campionato vinto per 3-1 contro il Paykan. Dopo aver totalizzato 47 presenze e 7 reti con il Saipa, nel 2021 si trasferisce all'Esteghlal, con cui vince anche un campionato.
Il 22 agosto 2022 viene acquistato dai belgi dello Charleroi, firmando un contratto valido fino al 2024, con opzione di rinnovo per altri due anni.

### Nazionale
Ha giocato nelle nazionali giovanili iraniane Under-17 ed Under-23.
Il 24 marzo 2022 debutta con la nazionale maggiore iraniana, in occasione dell'incontro perso per 2-0 contro la Corea del Sud, valido per le qualificazioni al campionato mondiale di calcio 2022.

## Statistiche

### Presenze e reti nei club
Statistiche aggiornate al 15 maggio 2025.
| Stagione        | Squadra         | Campionato      | Campionato | Campionato | Coppe nazionali | Coppe nazionali | Coppe nazionali | Coppe continentali | Coppe continentali | Coppe continentali | Altre coppe | Altre coppe | Altre coppe | Totale | Totale |
| Stagione        | Squadra         | Comp            | Pres       | Reti       | Comp            | Pres            | Reti            | Comp               | Pres               | Reti               | Comp        | Pres        | Reti        | Pres   | Reti   |
| --------------- | --------------- | --------------- | ---------- | ---------- | --------------- | --------------- | --------------- | ------------------ | ------------------ | ------------------ | ----------- | ----------- | ----------- | ------ | ------ |
| 2018-2019       | Saipa           | PL              | 14         | 4          |                 | -               | -               |                    | -                  | -                  |             | -           | -           | 14     | 4      |
| 2019-2020       | Saipa           | PL              | 21         | 3          |                 | 1               | 1               | ACL                | 0                  | 0                  |             | -           | -           | 22     | 4      |
| 2020-2021       | Saipa           | PL              | 12         | 0          |                 | -               | -               |                    | -                  | -                  |             | -           | -           | 12     | 0      |
| Totale Saipa    | Totale Saipa    | Totale Saipa    | 47         | 7          |                 | 1               | 1               |                    | -                  | -                  |             | -           | -           | 48     | 8      |
| 2021-2022       | Esteghlal       | PL              | 30         | 8          |                 | 2               | 0               | ACL                | 1                  | 0                  |             | -           | -           | 33     | 8      |
| 2022-2023       | Charleroi       | D1              | 23         | 2          | CB              | 0               | 0               |                    | -                  | -                  |             | -           | -           | 23     | 2      |
| 2023-2024       | Tractor         | PL              | 28         | 3          |                 | 3               | 0               | ACL                | 1                  | 0                  |             | -           | -           | 32     | 3      |
| 2024-2025       | Tractor         | PL              | 28         | 14         |                 | 1               | 0               | ACL2               | 8                  | 8                  |             | -           | -           | 37     | 22     |
| Totale Tractor  | Totale Tractor  | Totale Tractor  | 56         | 17         |                 | 4               | 0               |                    | 9                  | 8                  |             | -           | -           | 69     | 25     |
| Totale carriera | Totale carriera | Totale carriera | 156        | 34         |                 | 7               | 1               |                    | 10                 | 8                  |             | -           | -           | 173    | 43     |

### Cronologia presenze e reti in nazionale
| Cronologia completa delle presenze e delle reti in nazionale ― Iran | Cronologia completa delle presenze e delle reti in nazionale ― Iran | Cronologia completa delle presenze e delle reti in nazionale ― Iran | Cronologia completa delle presenze e delle reti in nazionale ― Iran | Cronologia completa delle presenze e delle reti in nazionale ― Iran | Cronologia completa delle presenze e delle reti in nazionale ― Iran | Cronologia completa delle presenze e delle reti in nazionale ― Iran | Cronologia completa delle presenze e delle reti in nazionale ― Iran |
| Data                                                                | Città                                                               | In casa                                                             | Risultato                                                           | Ospiti                                                              | Competizione                                                        | Reti                                                                | Note                                                                |
| ------------------------------------------------------------------- | ------------------------------------------------------------------- | ------------------------------------------------------------------- | ------------------------------------------------------------------- | ------------------------------------------------------------------- | ------------------------------------------------------------------- | ------------------------------------------------------------------- | ------------------------------------------------------------------- |
| 24-3-2022                                                           | Seul                                                                | Corea del Sud                                                       | 2 – 0                                                               | Iran                                                                | Qual. Mondiali 2022                                                 | -                                                                   | 87’                                                                 |
| 29-3-2022                                                           | Mashhad                                                             | Iran                                                                | 2 – 0                                                               | Libano                                                              | Qual. Mondiali 2022                                                 | -                                                                   | 85’                                                                 |
| 12-6-2022                                                           | Doha                                                                | Iran                                                                | 1 – 2                                                               | Algeria                                                             | Amichevole                                                          | -                                                                   | 71’                                                                 |
| 19-11-2024                                                          | Biškek                                                              | Kirghizistan                                                        | 2 – 3                                                               | Iran                                                                | Qual. Mondiali 2026                                                 | -                                                                   | 90+3’                                                               |
| 20-3-2025                                                           | Tehran                                                              | Iran                                                                | 2 – 0                                                               | Emirati Arabi Uniti                                                 | Qual. Mondiali 2026                                                 | -                                                                   | 77’                                                                 |
| 5-6-2025                                                            | Doha                                                                | Qatar                                                               | 1 – 0                                                               | Iran                                                                | Qual. Mondiali 2026                                                 | -                                                                   | 46’                                                                 |
| 10-6-2025                                                           | Teheran                                                             | Iran                                                                | 3 – 0                                                               | Corea del Nord                                                      | Qual. Mondiali 2026                                                 | 1                                                                   | 56’                                                                 |
| Totale                                                              |                                                                     | Presenze                                                            | 7                                                                   |                                                                     | Reti                                                                | 1                                                                   |                                                                     |

## Palmarès

### Club

#### Competizioni nazionali
- Campionato iraniano: 2

Esteghlal: 2021-2022
Tractor: 2024-2025
- Supercoppa d'Iran: 1

Tractor: 2025

### Individuale
- Capocannoniere del campionato iraniano: 1

2024-2025 (14 reti)